# Pensiero e linguaggio
Pensiero e linguaggio (titolo originale:Myšlenie i reč') è l'ultima opera di L.S. Vygotskij, pubblicata postuma nel 1934; viene ritenuta un capolavoro ed un classico della psicologia del XX secolo.

## L'opera
(Vygotskij)
Il saggio, pubblicato nel dicembre 1934, successivamente alla morte dello studioso (avvenuta nel giugno dello stesso anno), può essere considerato la summa del pensiero Vygotskijano. La particolarità dell'opera risiede nel fatto che, con la pubblicazione di Pensiero e Linguaggio si comincia a pensare all'autore più come psicologo che come pedagogista (o meglio, pedologista) o come studioso di disabilità intellettive (difettologo). Tra gli anni '60 e '70 divenne uno dei testi ispiratori della nascente psicologia cognitiva.

### La censura
"L'11 giugno del 1934 Vygotskij muore di TBC a 38 anni. Il giorno successivo la polizia segreta è in casa sua e requisisce le carte tra le quali potevano esserci, se non fossero state messe in salvo, le pagine dell'ultimo capitolo di "Pensiero e Linguaggio", che Vygotskij aveva dettato, morente, alla figlia Gita, nei suoi ultimi giorni. Non si conosce il preciso motivo di questa irruzione.
"Dopo la sua morte comincia un'opera di costruzione della sua figura, che lo allontana sempre di più dal Vygotskij reale". Inoltre venne condannato nel 1936 dal Partito comunista sovietico, perché si sarebbe ispirato a concezioni occidentali e "borghesi" sullo sviluppo del bambino. Nella ristampa del '56, vengono censurati riferimenti a teorici occidentali come Freud, Sapir e su pedologi russi come Blonskij. Nel lavoro di esportazione delle idee Vygotskijane, che verrà attuato nel '62, invece, le traduzioni internazionali vedranno il delinearsi di un nuovo pensiero Vygotskijano epurato dalle troppe contaminazioni marxiste, engeliane e leniniste, tant'è che da 300 pagine del testo originale, la traduzione americana arriverà a contarne 150. Molte edizioni di Pensiero e Linguaggio, stampate fino agli anni Ottanta, erano sintetiche, agili e facilmente comprensibili, pur a scapito del testo e del contenuto. Solo intorno agli anni Novanta hanno iniziato a diffondersi edizioni complete e fedeli al testo. La prima edizione integrale di "Pensiero e linguaggio" al livello internazionale fu quella curata nel 1990 da Luciano Mecacci. Questa traduzione si basava per la prima volta sulla prima edizione russa del 1934, permettendo così di individuare i tagli e le censure effettuati sulle ristampe russe del 1956 (su cui si erano basate le varie traduzioni occidentali precedenti) e del 1982.

### Struttura
Sono messi insieme 7 capitoli derivati da saggi precedenti, tranne il primo e l'ultimo (scritti apposta per l'occasione), ed il quinto, tratto dal volume Pedologia dell'adolescente. Si tratta di vari capitoli pubblicati in anni diversi, ed assemblati a formare un disegno organico. Il libro è curato da Kolbanovskij, allora direttore dell'Istituto di Psicologia di Mosca.

## L'affare Piaget
I rapporti tra i due autori non sono chiari, entrambi hanno espresso stima reciproca al di là dei commenti critici alla teoria. Chiaro è che Vigotskij scrisse nel 1932 un'introduzione di ben 51 pagine del piagetiano "Le langage et la pensée" intitolata "Ricerche critiche", dove vengono messi in discussione alcuni cardini della teoria di Jean Piaget. Quest'ultimo si dichiarerà dispiaciuto di non aver mai conosciuto Vygotskij e di essere venuto a conoscenza della sua opera solo vent'anni dopo la sua morte tramite Lurija, anche se alcuni avvenimenti farebbero pensare diversamente.

## Edizioni
- (RU) Мышление и речь: Психологические исследования [Pensiero e linguaggio. Ricerche psicologiche] (PDF), a cura di Viktor Kolbanovskij, Mosca; Leningrado, Государственное социально-экономическое издательство [Casa editrice socioeconomica statale], 1934.
- (EN) Thought and Language, traduzione di Eugenia Hanfmann e Gertrude Vakar, Cambridge, Massachusetts, The Massachusetts Institute of Technology Press, 1962.
- Pensiero e Linguaggio - ricerche psicologiche, traduzione di Luciano Mecacci, collana Biblioteca Universale Laterza, Laterza, 1990, ISBN 88-420-3953-5.
- Pensiero e linguaggio, traduzione di Adele Fara Costa, Maria Pia Gatti, Maria Serena Veggetti, con Appendice di Jean Piaget, Commenti alle osservazioni critiche di Vygotskij concernenti le due opere: Il linguaggio e il pensiero del fanciullo e Giudizio e ragionamento nel fanciullo, 1960, Firenze, Giunti-Barbera, 1966  [1934].